# Nideggen

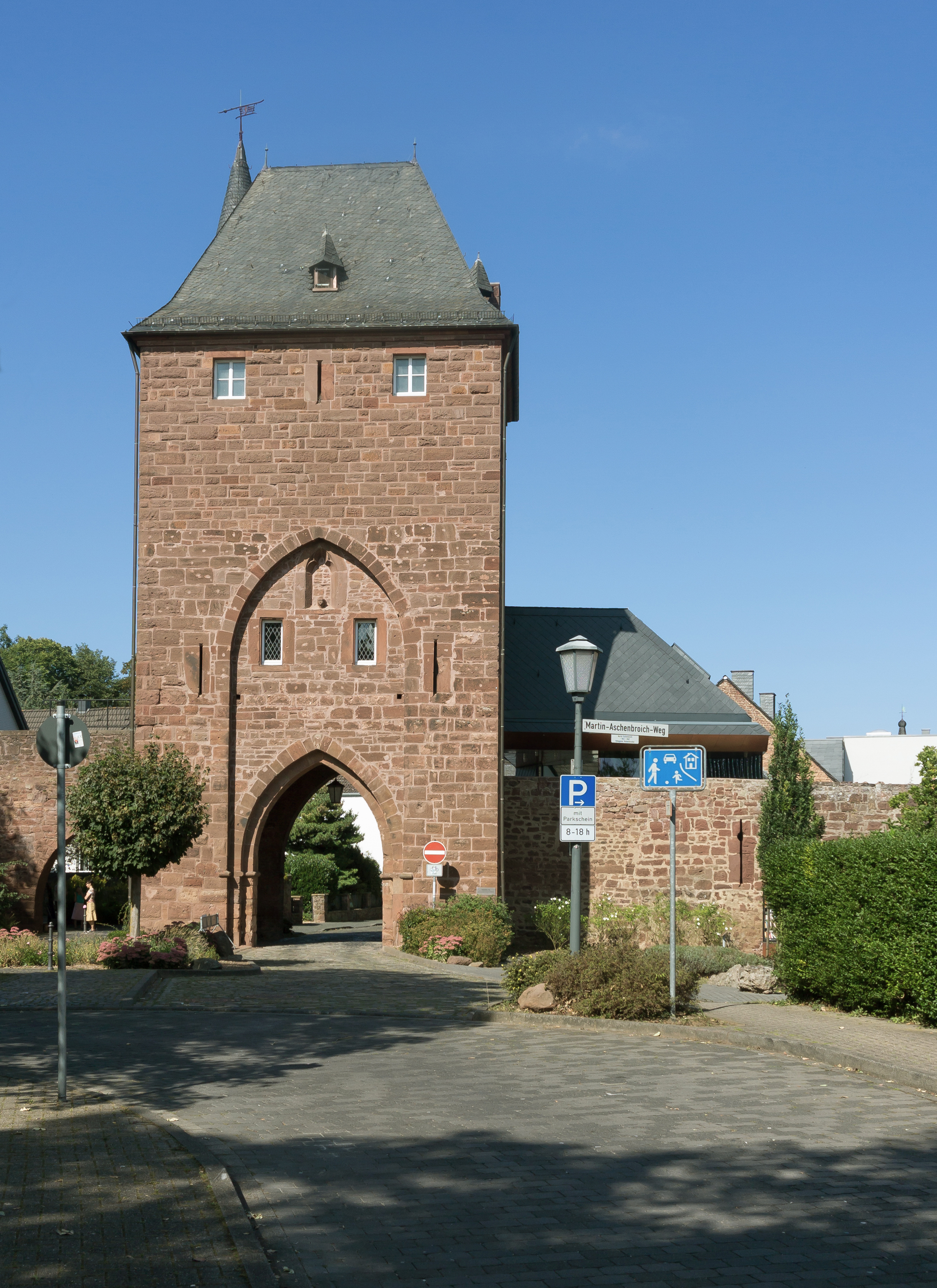
Porte: das Zülpicher Tor

Nideggen est une ville de Rhénanie-du-Nord-Westphalie (Allemagne), située dans l'arrondissement de Düren, dans le district de Cologne, dans le Landschaftsverband de Rhénanie.

## Histoire
| Appartenances historiques Comté de Juliers 1177-1336 Margraviat de Juliers 1336-1356 Duché de Juliers 1356-1797 République cisrhénane (Roer) 1797-1802 République française (Roer) 1802-1804 Empire français (Roer) 1804-1813 Royaume de Prusse (Province de Juliers-Clèves-Berg) 1815-1822 Royaume de Prusse (Province de Rhénanie) 1822-1918 République de Weimar 1918-1933 Reich allemand 1933-1945 Allemagne occupée 1945-1949 Allemagne 1949-présent |

## Jumelage
- Thatcham (Royaume-Uni)